# Jean-Marie Villot
Jean-Marie Villot, francoski rimskokatoliški duhovnik, škof in kardinal, * 11. oktober 1905, Saint-Amant-Tallende, † 9. marec 1979.

## Življenjepis
19. aprila 1930 je prejel duhovniško posvečenje.
2. septembra 1954 je postal pomožni škof Pariza in naslovni škof Vinde; 12. oktobra istega leta je prejel škofovsko posvečenje.
17. decembra 1959 je bil imenovan za nadškof pomočnika Lyona in za naslovnega nadškofa Bosporja; 17. januarja 1965 je nasledil nadškofovski položaj.
22. februarja 1965 je bil povzdignjen v kardinala in imenovan za kardinal-duhovnika SS. Trinità al Monte Pincio.
7. aprila 1967 je postal prefekt Zbora Rimske kurije, 2. maja 1969 državni tajnik Rimske kurije, 16. oktobra 1970 camerlengo, 15. julija 1971 predsednik Papeškega sveta Cor unum in 12. decembra 1974 kardinal-škof Frascatija.
S položaja predsednika je odstopil 4. septembra 1978.